# Музей кіно (Турин)
Музей кіно (Турин)  або Національний музей кіно (італ. Museo nazionale del Cinema) — італійський музей, присвячений національному кіно та кінопродукції студій міста Турин.

## Історія виникнення
Турин — столиця провінції П'ємонт, був і неофіційною століцею італійського кіно. Саме в Турині 1897 р. були створена перша в Італії кіностудія. Та й перший повнометражний фільм «Кабірія» у 1914 році був створений тут. Кіностудія Турина була місцем, де створили і свою версію «Війни і миру» у 1950-ті. Сам музей кіно теж заснували у 50-ті (у 1953 р.)

## Будівля музею

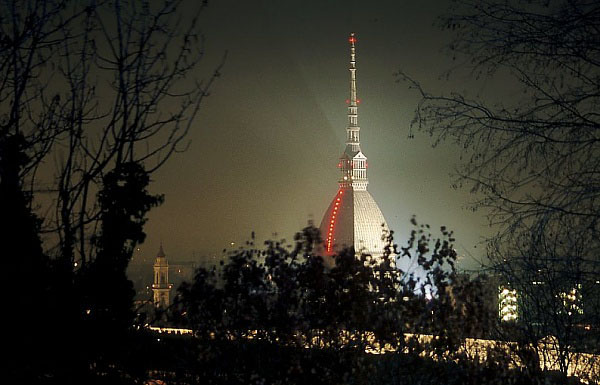
Моле Антонелліана вночі.

З 2000 року музей кіно розмістили у Моле Антонелліана (в перекладі " Колосс Антонелли "). Це одна з найвідоміших будівель Турина 19 століття в стилі історизм або еклектика. Єврейська громада міста у 1863 р. доручила архітектору Алессандро Антонеллі будівництво нової синагоги. Величний проект Антонеллі сподобався, але будівництво так і не було доведене до завершення. Будівлю придбав муніципалітет і добудував вже для потреб Музею об'єднання Італії (Музей Рісорджименто). Але престижному для міста Музею згодом віддали стародавній палац Кариньяно.
Добудований Моле Антонелліана віддали під Музей кіно. Шпиль споруди сягає позначки 167 метрів. Там створений майданчик огляду міста. В бічних галереях споруди експозиції з фото та кіноплакатами і афішами на п'яти поверхах. Будівля оснащена скляним ліфтом. За сучасним технічним облаштуванням музей вважається серед найкращих. Працює музейний магазин з книжками про кіно та відео. Це головна будівля для Туринських кінофестивалів.